# Thiétreville
Thiétreville est une commune française située dans le département de la Seine-Maritime en région Normandie.

## Géographie

### Localisation
La commune est située dans le pays de Caux.

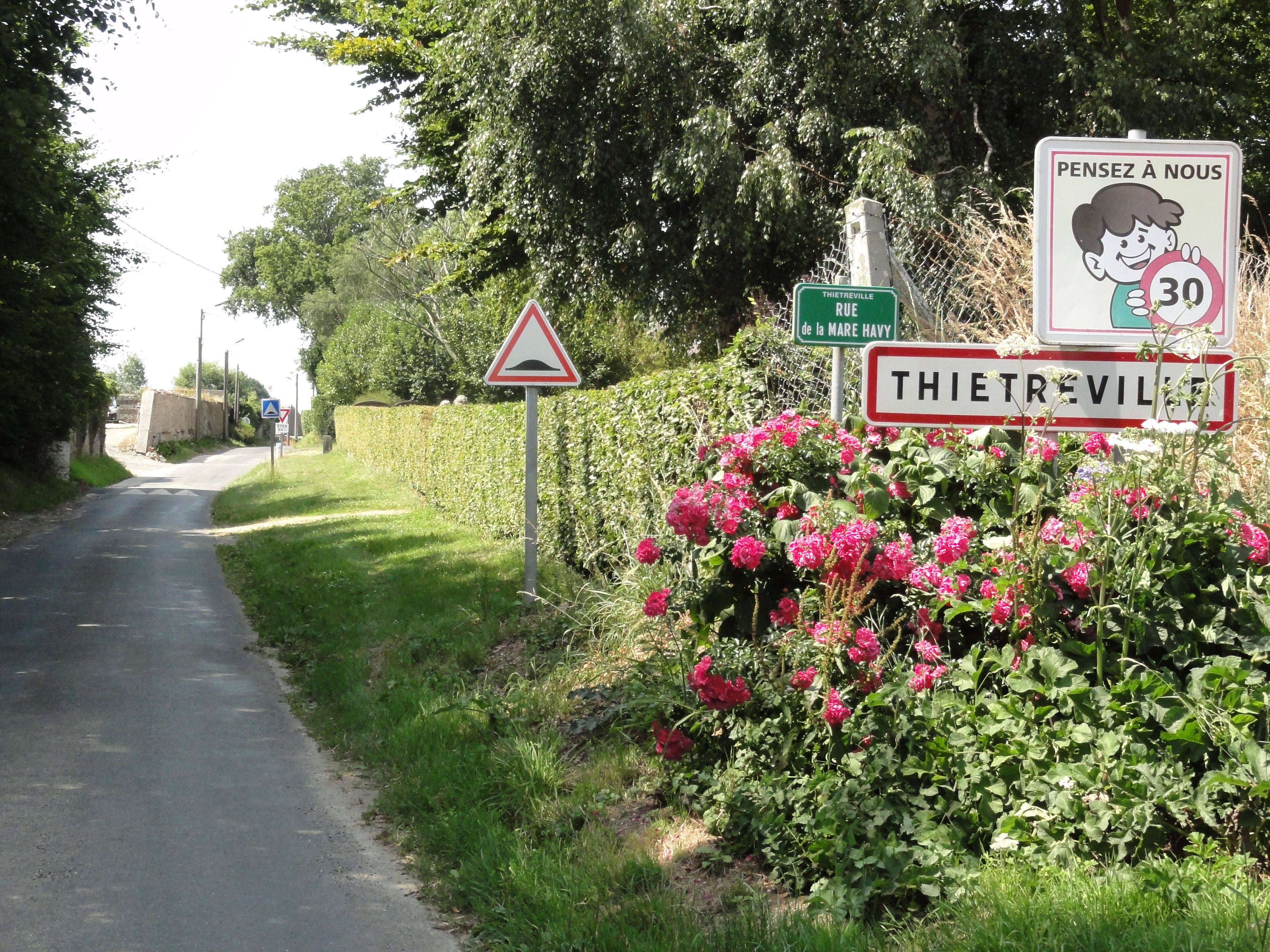
Entrée de Thiétreville.
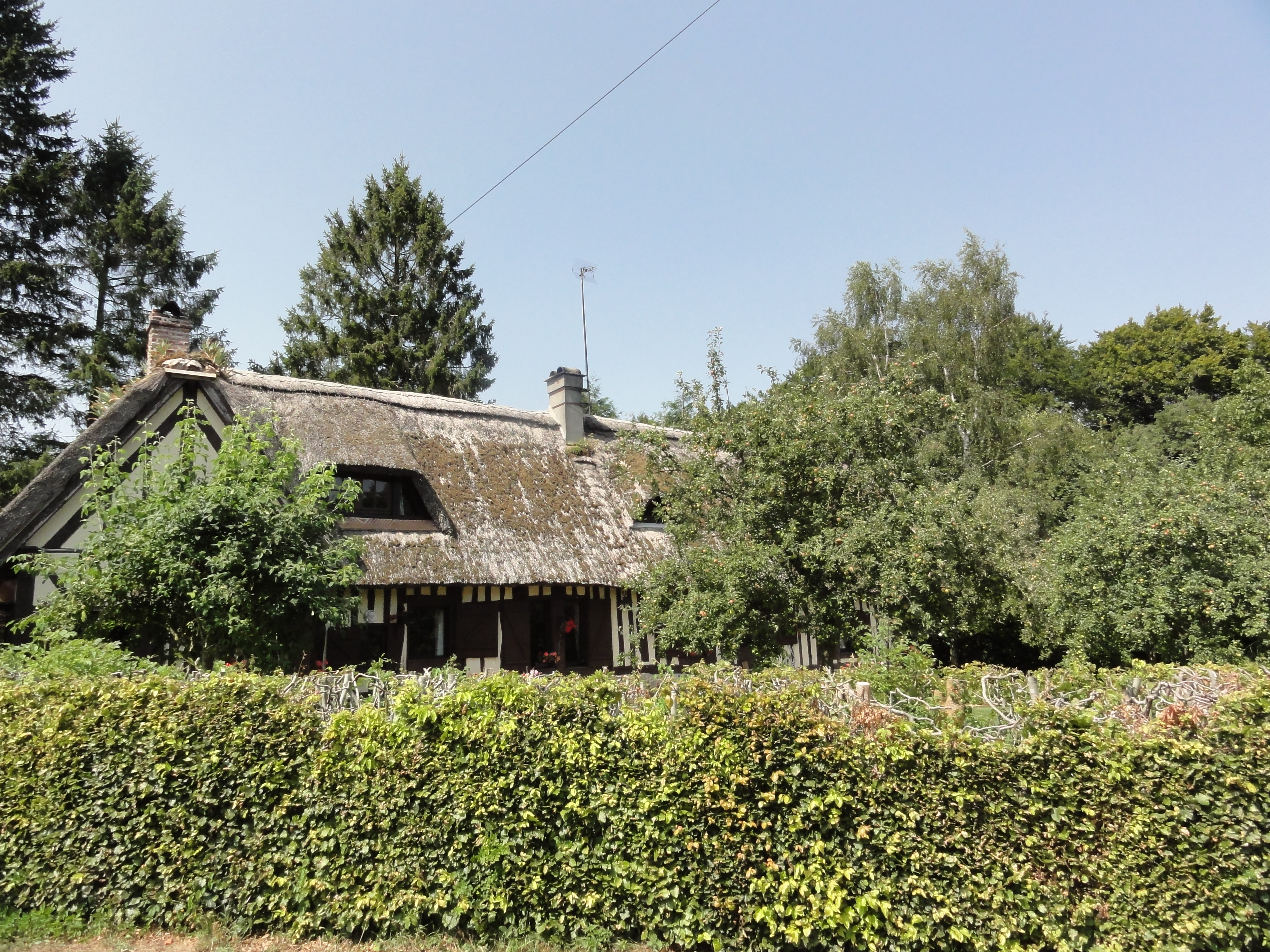
Maison au toit de chaume au hameau du Buc.

|                  | Valmont      |                   |
| Thiergeville     | Thiètreville |                   |
| Daubeuf-Serville |              | Ypreville-Biville |

### Hydrographie
La commune est située dans le bassin Seine-Normandie. Elle n'est drainée par aucun cours d'eau,.

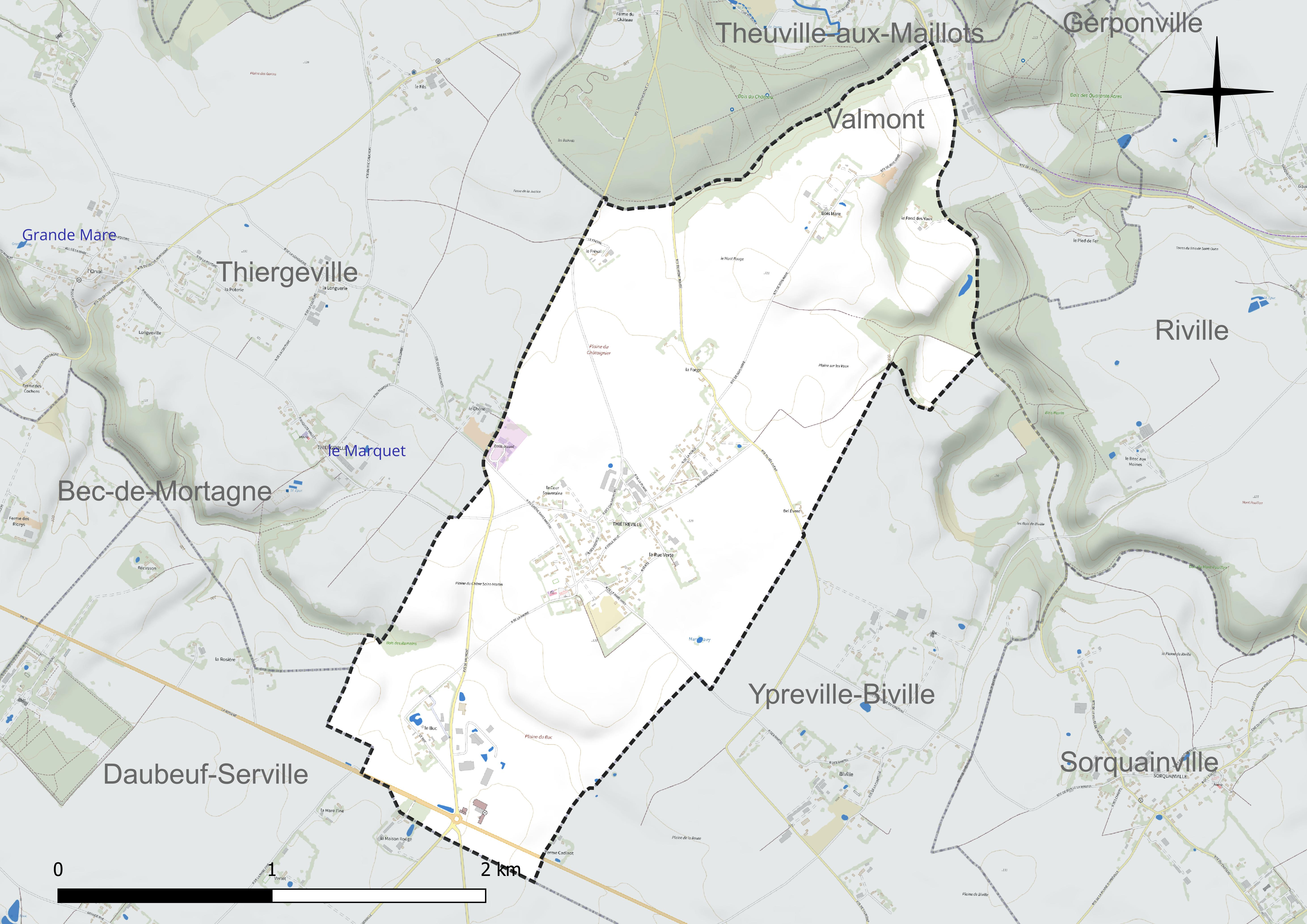
Réseau hydrographique de Thiétreville.

### Climat
Pour des articles plus généraux, voir Climat de la Normandie et Climat de la Seine-Maritime.
En 2010, le climat de la commune est de type climat océanique franc, selon une étude du CNRS s'appuyant sur une série de données couvrant la période 1971-2000. En 2020, Météo-France publie une typologie des climats de la France métropolitaine dans laquelle la commune est exposée à un climat océanique et est dans la région climatique Côtes de la Manche orientale, caractérisée par un faible ensoleillement (1 550 h/an) ; forte humidité de l’air (plus de 20 h/jour avec humidité relative > 80 % en hiver), vents forts fréquents. Parallèlement le GIEC normand, un groupe régional d’experts sur le climat, différencie quant à lui, dans une étude de 2020, trois grands types de climats pour la région Normandie, nuancés à une échelle plus fine par les facteurs géographiques locaux. La commune est, selon ce zonage, exposée à un « climat maritime », correspondant au Pays de Caux, frais, humide et pluvieux, légèrement plus frais que dans le Cotentin.
Pour la période 1971-2000, la température annuelle moyenne est de 10,4 °C, avec une amplitude thermique annuelle de 13,5 °C. Le cumul annuel moyen de précipitations est de 947 mm, avec 13,6 jours de précipitations en janvier et 9 jours en juillet. Pour la période 1991-2020, la température moyenne annuelle observée sur la station météorologique la plus proche, située sur la commune d'Ectot-lès-Baons à 23 km à vol d'oiseau, est de 10,8 °C et le cumul annuel moyen de précipitations est de 905,5 mm,. Pour l'avenir, les paramètres climatiques de la commune estimés pour 2050 selon différents scénarios d’émission de gaz à effet de serre sont consultables sur un site dédié publié par Météo-France en novembre 2022.

## Urbanisme

### Typologie
Au 1er janvier 2024, Thiétreville est catégorisée commune rurale à habitat dispersé, selon la nouvelle grille communale de densité à sept niveaux définie par l'Insee en 2022.
Elle est située hors unité urbaine. Par ailleurs la commune fait partie de l'aire d'attraction de Fécamp, dont elle est une commune de la couronne,. Cette aire, qui regroupe 26 communes, est catégorisée dans les aires de moins de 50 000 habitants,.

### Occupation des sols
L'occupation des sols de la commune, telle qu'elle ressort de la base de données européenne d’occupation biophysique des sols Corine Land Cover (CLC), est marquée par l'importance des territoires agricoles (86,2 % en 2018), en diminution par rapport à 1990 (89,5 %). La répartition détaillée en 2018 est la suivante : 
terres arables (79,9 %), zones urbanisées (7,5 %), forêts (6,4 %), zones agricoles hétérogènes (5,5 %), prairies (0,7 %). L'évolution de l’occupation des sols de la commune et de ses infrastructures peut être observée sur les différentes représentations cartographiques du territoire : la carte de Cassini (XVIIIe siècle), la carte d'état-major (1820-1866) et les cartes ou photos aériennes de l'IGN pour la période actuelle (1950 à aujourd'hui).

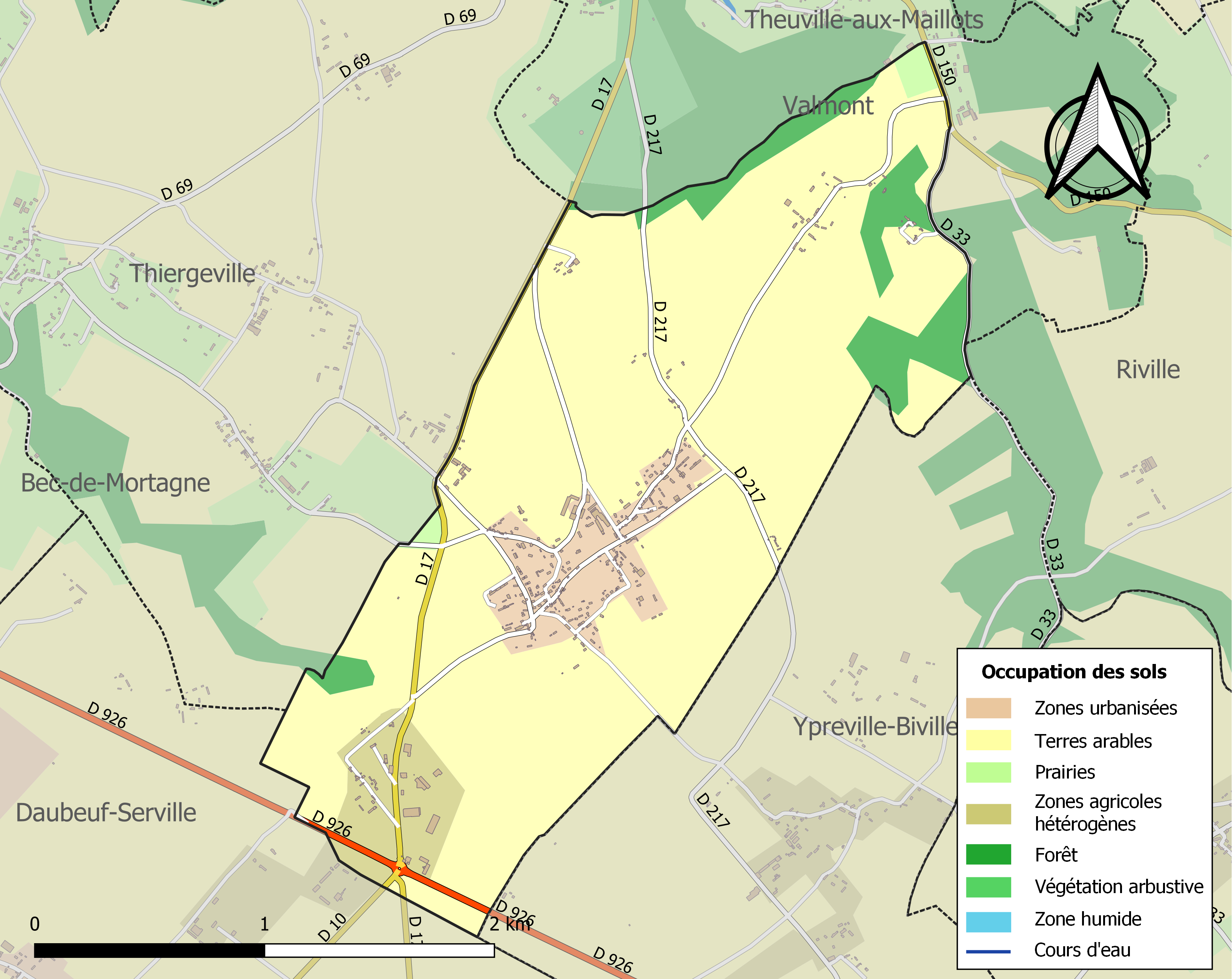
Carte des infrastructures et de l'occupation des sols de la commune en 2018 (CLC).

## Toponymie
Le nom de la localité est attesté sous les formes ecclesie Sancti Martini de Tistervilla en 1185 et 1207, Tristivilla vers 1240, Parrochia Sancti Martini de Istrevilla en 1244, Ecclesia Sancti Martini de Tristrevilla en 1272, de Tiestreville en 1298, Saint Martin de Tiestreville en 1303, Tristevilla en 1319, Tiestrevilla en 1337, Tistreville en 1401, Tristeville en 1403, Sancti Martini de Tistrevilla en 1434, Tiestreville en 1422, 1433, 1459, 1465 et 1471, Tiertreville en 1472, 1475 et 1476, Ecclesia Sancti Martini de Tietrevilla en 1665, Saint Martin de Tiettreville en 1713, Tietreville entre 1648 et 1704, Thietreville en 1715.

## Politique et administration
| Période                                  | Période                       | Identité           | Étiquette | Qualité                                                                                              |
| ---------------------------------------- | ----------------------------- | ------------------ | --------- | --- |
| Les données manquantes sont à compléter. |                               |                    |           | |
| avant 1981                               |                               | Bernard Decaen     |           | |
| Les données manquantes sont à compléter. |                               |                    |           | |
| 1986                                     | 2014                          | Francis Doutreleau |           | |
| 2014                                     | En cours (au 14 janvier 2021) | André Gélébart     |           | Vice-président de la CA Fécamp Caux Littoral Agglomération (2020 → ) Réélu pour le mandat 2020-2026, |

## Démographie
L'évolution du nombre d'habitants est connue à travers les recensements de la population effectués dans la commune depuis 1793. Pour les communes de moins de 10 000 habitants, une enquête de recensement portant sur toute la population est réalisée tous les cinq ans, les populations de référence des années intermédiaires étant quant à elles estimées par interpolation ou extrapolation. Pour la commune, le premier recensement exhaustif entrant dans le cadre du nouveau dispositif a été réalisé en 2007.

En 2022, la commune comptait 375 habitants, en évolution de −0,27 % par rapport à 2016 (Seine-Maritime : +0,35 %, France hors Mayotte : +2,11 %).
| 1793 | 1800 | 1806 | 1821 | 1831 | 1836 | 1841 | 1846 | 1851 |
| ---- | ---- | ---- | ---- | ---- | ---- | ---- | ---- | ---- |
| 531  | 580  | 521  | 563  | 581  | 646  | 600  | 605  | 552  |

| 1856 | 1861 | 1866 | 1872 | 1876 | 1881 | 1886 | 1891 | 1896 |
| ---- | ---- | ---- | ---- | ---- | ---- | ---- | ---- | ---- |
| 548  | 615  | 623  | 606  | 580  | 554  | 581  | 502  | 481  |

| 1901 | 1906 | 1911 | 1921 | 1926 | 1931 | 1936 | 1946 | 1954 |
| ---- | ---- | ---- | ---- | ---- | ---- | ---- | ---- | ---- |
| 480  | 448  | 359  | 384  | 342  | 356  | 359  | 359  | 412  |

| 1962 | 1968 | 1975 | 1982 | 1990 | 1999 | 2006 | 2007 | 2012 |
| ---- | ---- | ---- | ---- | ---- | ---- | ---- | ---- | ---- |
| 387  | 369  | 355  | 361  | 355  | 356  | 345  | 344  | 385  |

| 2017 | 2022 | - | - | - | - | - | - | - |
| ---- | ---- | - | - | - | - | - | - | - |
| 371  | 375  | - | - | - | - | - | - | - |

## Vie associative et sportive

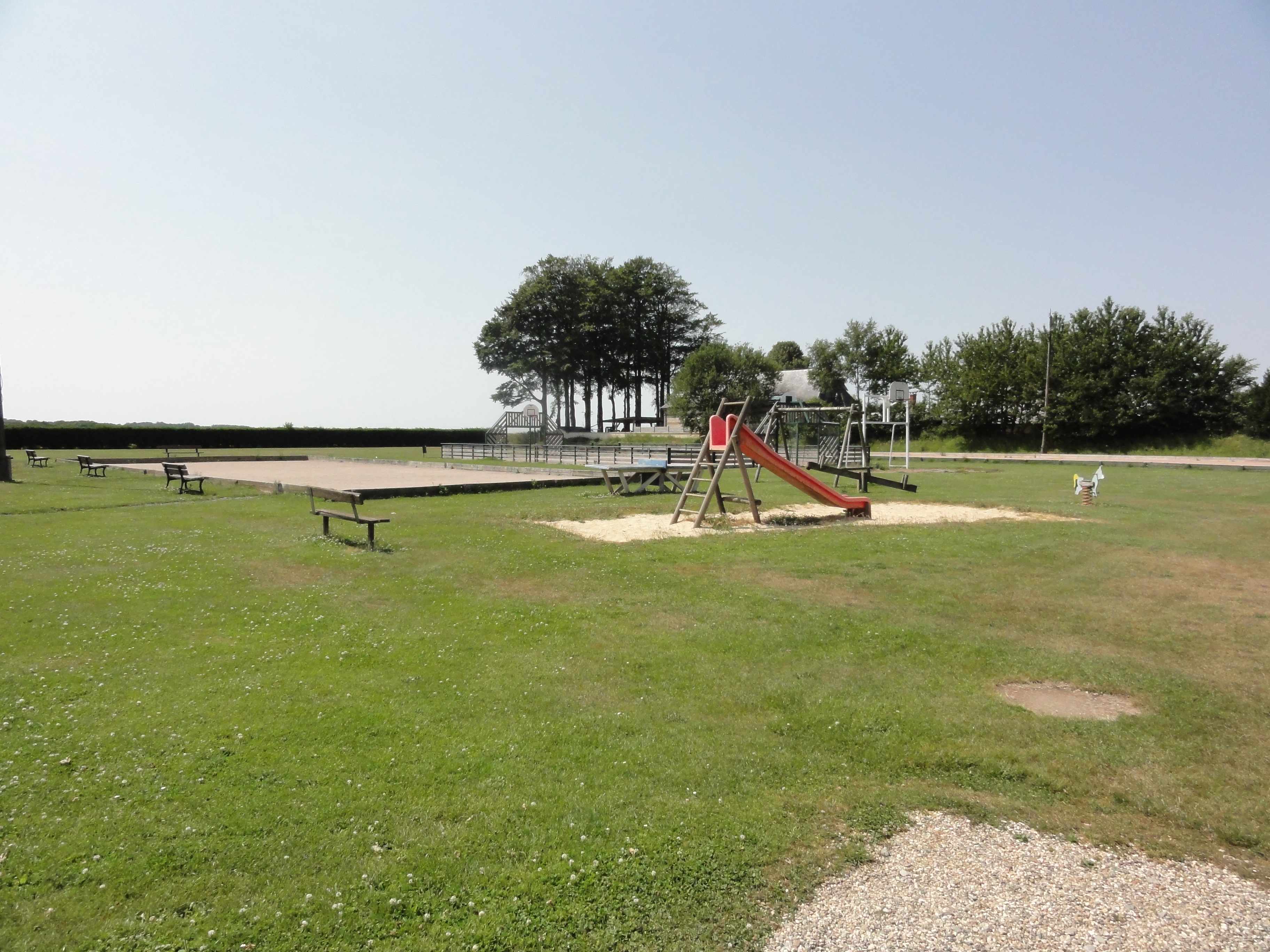
terrain multisports.
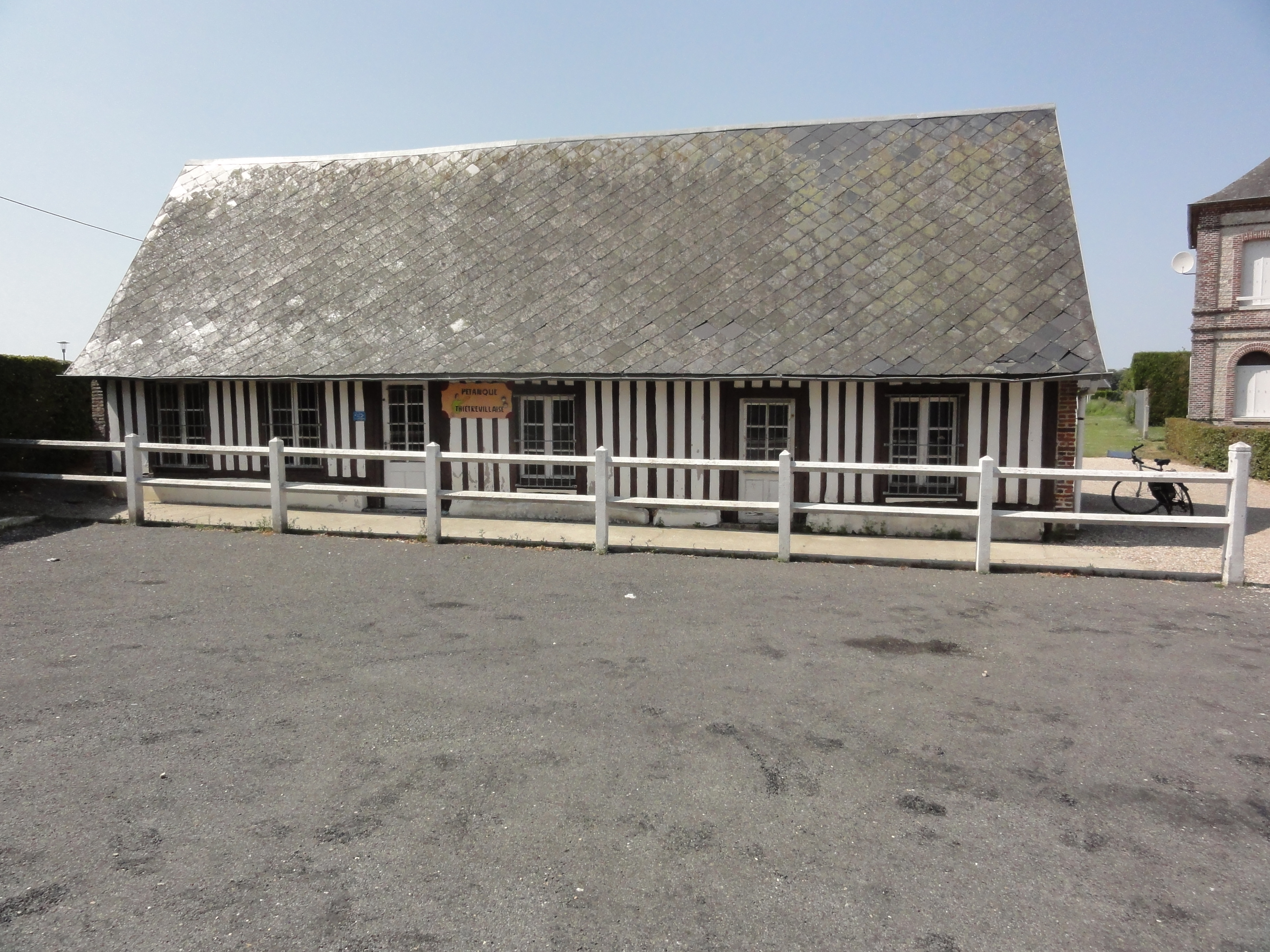
Salle de pétanque Thiétrevillaise.

## Culture locale et patrimoine

### Lieux et monuments

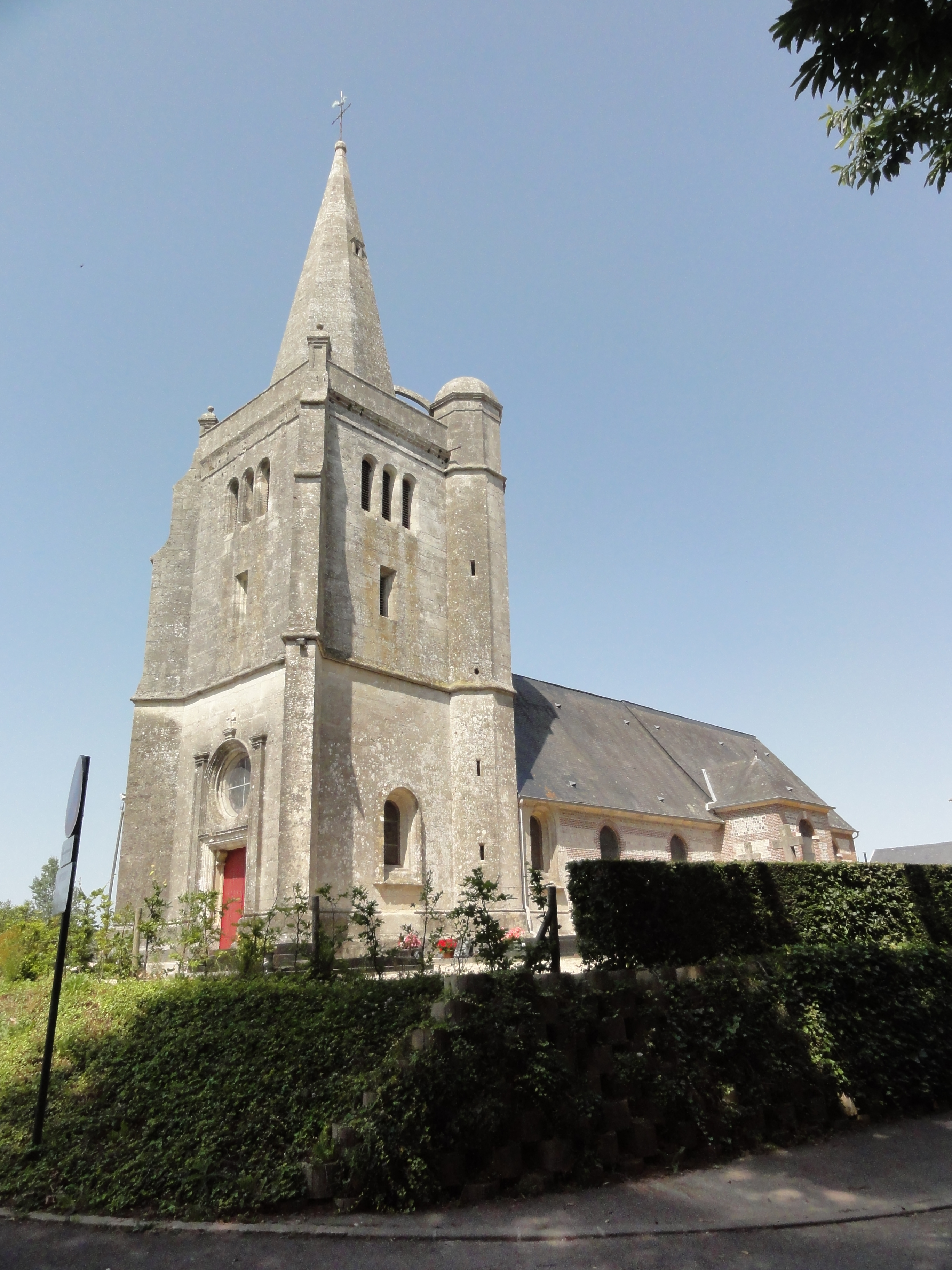
Église Saint-Martin-Saint-Éloi.
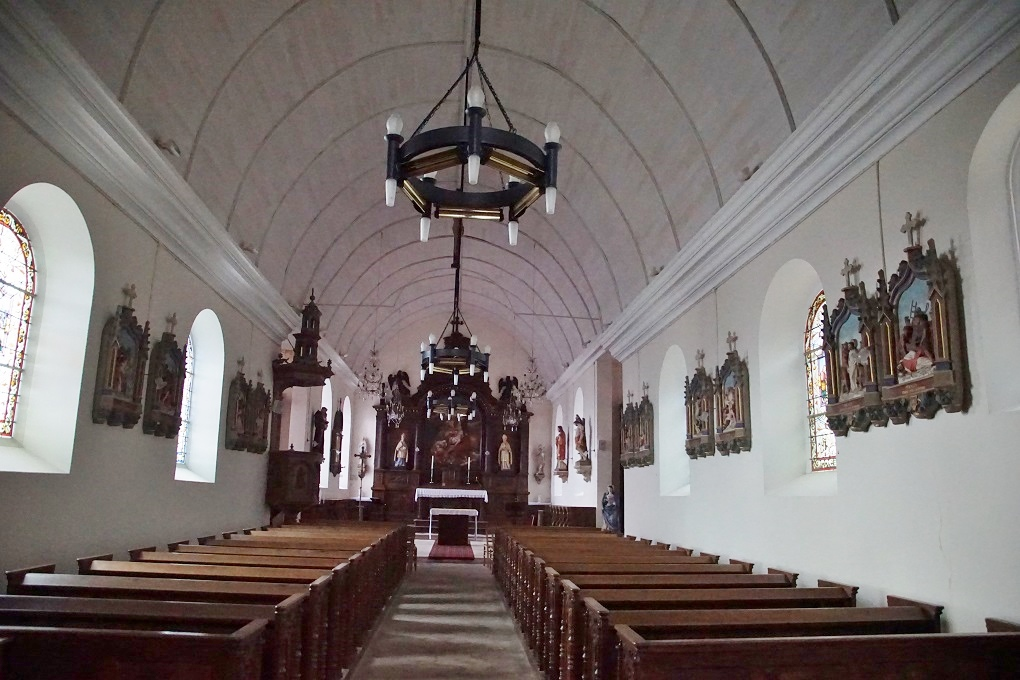
Intérieur de l'église.

- Croix du cimetière.
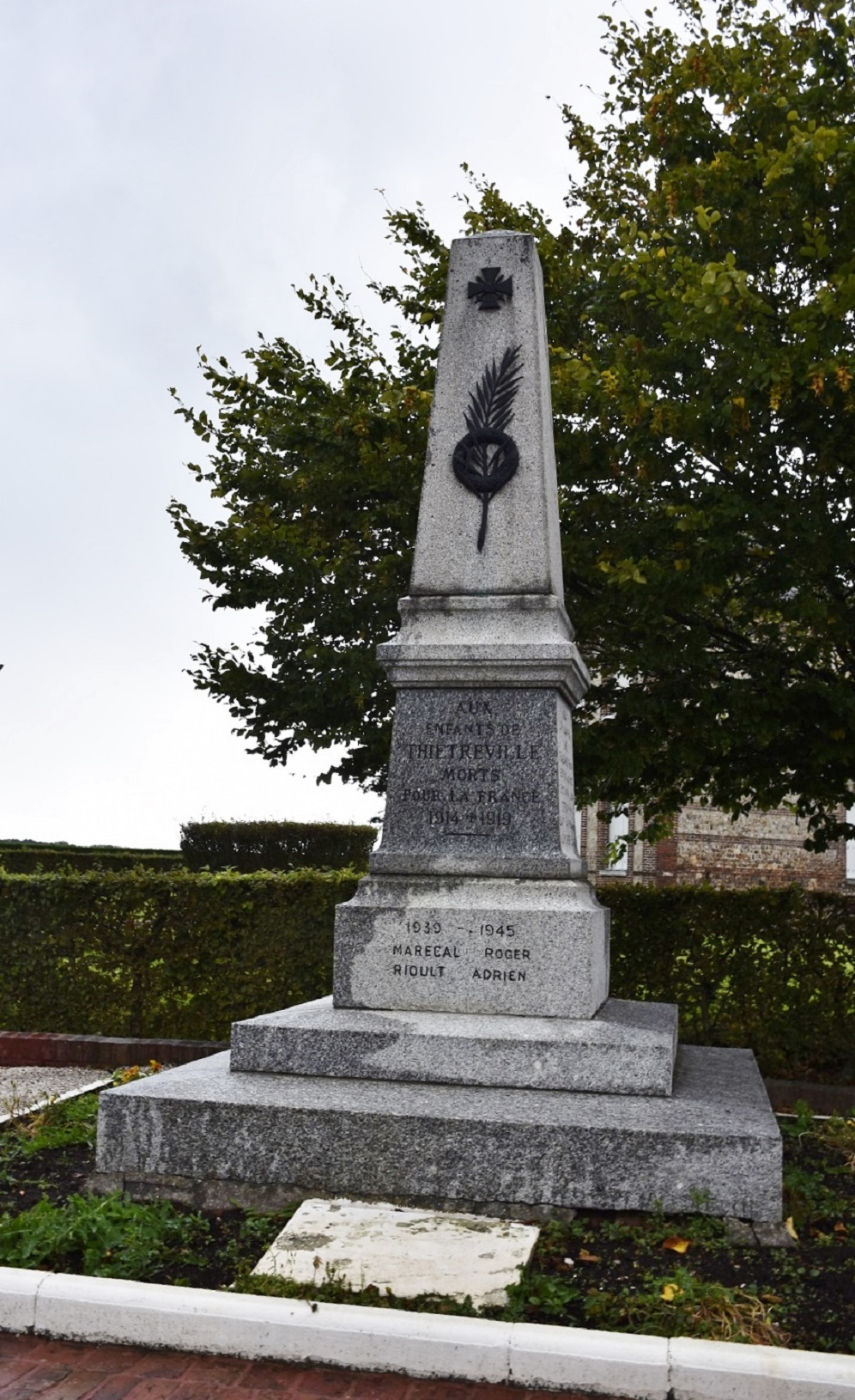
Monument aux morts.
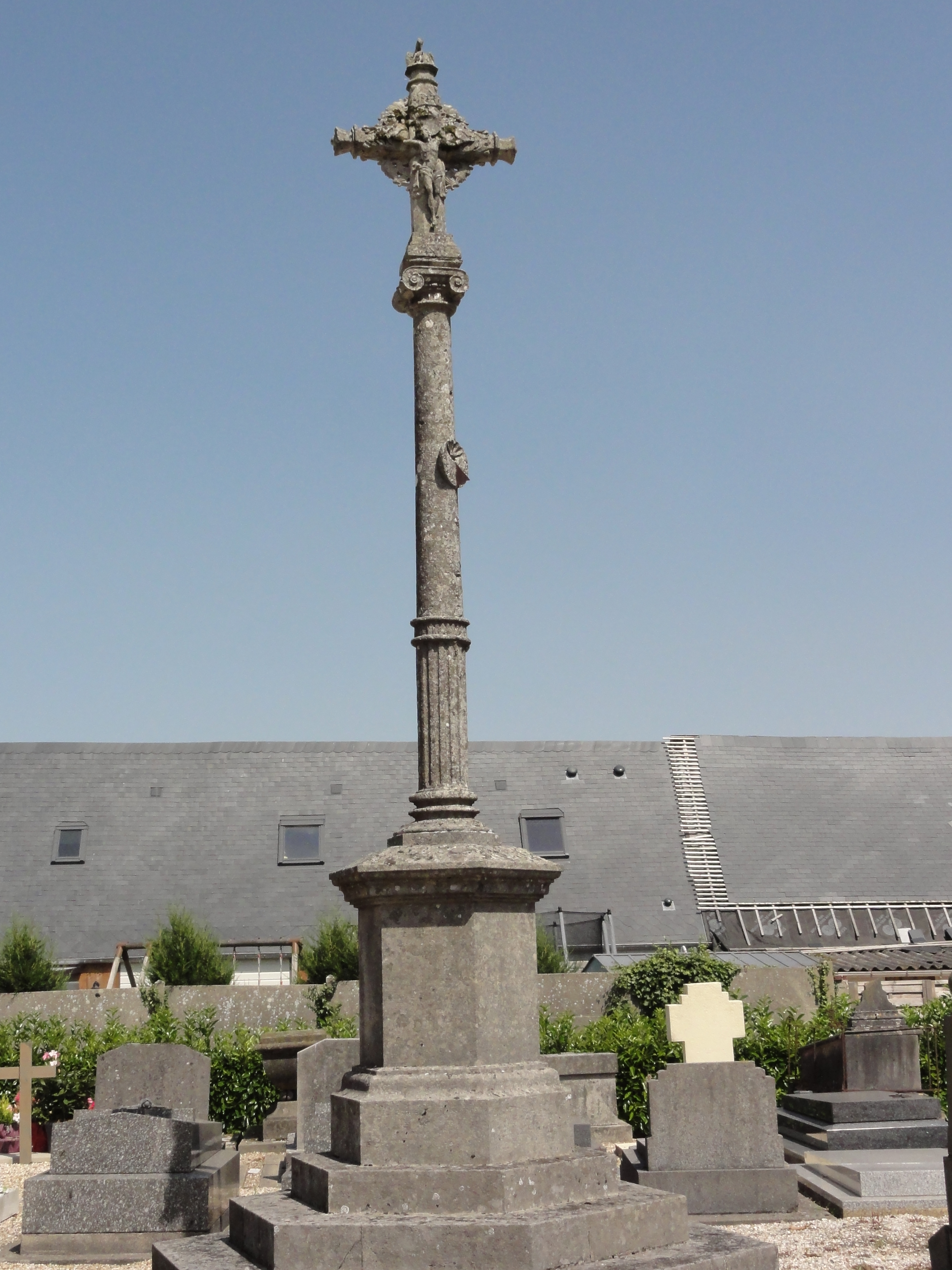
Croix du cimetière.

- Église Saint-Martin-Saint-Éloi.
- Intérieur de l'église.
- Monument aux morts.
- Croix du cimetière.

### Héraldique
| Armes de Thiétreville | Les armes de la commune de Thiétreville se blasonnent ainsi : Écartelé : au 1) d’azur au clocher d’argent, au 2) d’or au trèfle de sinople au 3) d’or à la rose de gueules, au 4) d’azur au besant d’argent. |

## Pour approfondir